# Paul Anspach
Paul Eugène Albert Anspach (Bruselas, 1 de abril de 1882-Forest, 28 de agosto de 1981) fue un deportista belga que compitió en esgrima, especialista en la modalidad de espada.
Participó en cuatro Juegos Olímpicos de Verano entre los años 1908 y 1924, obteniendo en total cinco medallas: bronce en Londres 1908, dos oro en Estocolmo 1912, plata en Amberes 1920 y plata en París 1924.

## Palmarés internacional
| Juegos Olímpicos | Juegos Olímpicos      | Juegos Olímpicos  | Juegos Olímpicos   |
| Año              | Lugar                 | Medalla           | Prueba             |
| ---------------- | --------------------- | ----------------- | ------------------ |
| 1908             | Londres (Reino Unido) | Medalla de bronce | Espada por equipos |
| 1912             | Estocolmo (Suecia)    | Medalla de oro    | Espada individual  |
| 1912             | Estocolmo (Suecia)    | Medalla de oro    | Espada por equipos |
| 1920             | Amberes (Bélgica)     | Medalla de plata  | Espada por equipos |
| 1924             | París (Francia)       | Medalla de plata  | Espada por equipos |